# Abune Mathias
L’abune Mathias (né Teklemariam Asrat en 1941 ou 1942) est patriarche de l'Église éthiopienne orthodoxe tewahedo depuis 2013. Prêtre depuis 1975, il a été nommé archevêque de Jérusalem en 1979, et archevêque des États-Unis en 1982, puis de l'hémisphère occidental en 1992. Il revient à Jérusalem en 2006 avant d'être élu patriarche en mars 2013.

## Titres
Il est ordonné diacre en 1954 par Abune Markos, alors archevêque d'Érythrée, puis prêtre et moine en 1963 au monastère de Chohé, dans le district de Tembien (Tigré). Il part ensuite poursuivre ses études à Addis-Abeba, où il est prêtre à la cathédrale de la Sainte-Trinité de 1971 à 1976, pendant les premières années du Derg. Le patriarche éthiopien est emprisonné, démis de ses fonctions, puis exécuté en 1979. 
Le Derg renouvelle alors la hiérarchie orthodoxe, mettant à la retraite d'office la plus grande partie des évêques et hauts responsables. Abuna Takla Haymanot ordonne quatorze nouveaux évêques, dont Abba Teklemariam, qui devient évêque à Jérusalem et en Terre Sainte en 1978 sous le nom d'Abune Mathias. Pendant son séjour à Jérusalem, il est élevé du rang d'évêque à celui d'archevêque. Au début des années 1980, il est le premier haut responsable de l'Église orthodoxe éthiopienne à dénoncer le Derg, et finit par déclarer anathèmes Mengistu Haile Mariam et les autres hauts responsables du régime. Il s'exile à Washington, ne retournant en Éthiopie qu'après la chute du Derg en 1991. Il est ensuite archevêque d'Amérique du Nord, puis des États-Unis lorsque l'archidiocèse d'Amérique du Nord est subdivisé. 
Il est archevêque éthiopien de Jérusalem à partir de 2006, résidant au monastère Deir es-Sultan. Après la mort de Paulos Gebre Yohannes en 2012, il est élu primat de l'Église éthiopienne orthodoxe le 28 février 2013 par 500 voix sur 806 votants et intronisé le 3 mars suivant, à la cathédrale de la Sainte-Trinité d'Addis Abeba.
Depuis que l'Église orthodoxe éthiopienne s’est séparée de l'Église copte orthodoxe d’Égypte pour devenir autocéphale en 1948, il en est le sixième patriarche et catholicos d'Éthiopie, itchégué du siège de Takla Haymanot et archevêque d'Aksoum.